# 崩壊モード
崩壊モード（ほうかいもーど、decay mode）とは物理学で放射性同位体や不安定な素粒子が崩壊する際、どのような崩壊をするかその様式を分別したものである。単にモードという事もある
原子核の崩壊モードには以下のようなものが挙げられる。
- アルファ崩壊またはベータ崩壊など、放射線放射のエネルギーによる
- 電子またはニュートリノを捕らえることによるもの
- 自発核分裂
- X線や転換電子の制動放射によるもの
- 陽子や中性子の放出によって軽い原子になるもの
- β遅延放出（ベータ崩壊の際に、遅れて陽子やγ線が放出される現象）によるもの